# Frilansgruppen
Frilansgruppen var Sveriges första journalistiska frilanskollektiv, som bildades senhösten 1969 av några avgångselever vid Journalisthögskolan i Stockholm. Under namnet Frilansgruppen etablerades de kommande åren ett journalist- och fotografkollektiv. Medlemmarna i Frilansgruppen hävdade att frilansarbetet var självvalt . Detta i en tid  då frilansare i medievärlden sågs som arbetslösa journalister som i väntan på en anställning gjorde frilansuppdrag. 
Man arbetade fackligt för att förbättra frilansarnas villkor. I förhandlingar med Svenska Journalistförbundet drevs frågor om att få till stånd frilansrekommendationer som handlade om ersättning, minimersättning och om villkor för beställda jobb.
Frilansgruppen utvecklade ett kollektivt och kritiskt arbetssätt. Gruppen hade gemensamma uppdrag, bland annat som producenter av Miljö och Framtid, en tidskrift som gavs ut av Björn Gillberg och Miljöcentrum, som medarbetare i R förbundens tidskrift Pockettidningen R, bland annat det första numret 1970 ”Varför i helvete har vi ingenting att säga till om” och ”Det kriminella reportaget”. Gruppen skrev samhällsaktuella artiklar för tidskriften Folket i Bild/Kulturfront och årsboken När Var Hur samt nyhetstexter för en veckobaserad taltidning för synskadade (De Blindas Förening, DBF). Frilansgruppen samarbetade med fotografgruppen SAFTRA och den alternativa nyhetsbyrån Words and Pictures i samband med FN:s miljökonferens i Stockholm 1972.
Gruppen upplöstes 1985.